# 汤宗伟
汤宗伟（1961年—），四川富顺人，汉族，中华人民共和国政治人物、第十二届全国人民代表大会重庆地区代表。
毕业于重庆大学工商管理专业。加入中国共产党。2013年，担任全国人大代表。